# Vassé
Der Vassé ist ein Fluss in Frankreich, der im Département Mayenne in der Region Pays de la Loire verläuft. Er entspringt unter dem Namen Ruisseau de Bairon im nordöstlichen Gemeindegebiet von Maisoncelles-du-Maine, entwässert generell in südöstlicher Richtung und mündet nach rund 21 Kilometern im Gemeindegebiet von Beaumont-Pied-de-Bœuf als rechter Nebenfluss in die Vaige.

## Orte am Fluss
(Reihenfolge in Fließrichtung)
- La Mégnanerie, Gemeinde Maisoncelles-du-Maine
- Bairon, Gemeinde Le Bignon-du-Maine
- Les Landes, Gemeinde Arquenay
- Meslay-du-Maine
- Pont Martin, Gemeinde La Cropte
- Bois Robert, Gemeinde Préaux
- La Houdairie, Gemeinde Le Buret
- Mariette, Gemeinde Beaumont-Pied-de-Bœuf